# District de Yūfutsu

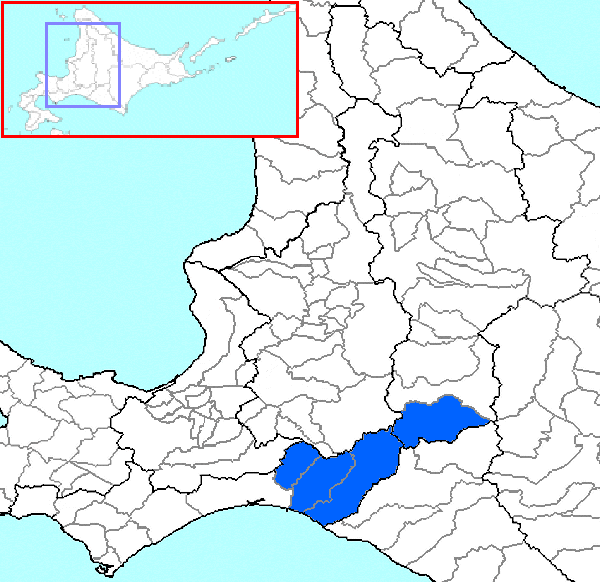
Emplacement du district de Yūfutsu dans les sous-préfectures d'Iburi et Kamikawa.

Le district de Yūfutsu (勇払郡, Yūfutsu-gun) est un district des sous-préfectures d'Iburi et de Kamikawa, sur l'île de Hokkaidō, au Japon.

## Géographie

### Situation
Le district de Yūfutsu est situé dans la partie est de la sous-préfecture d'Iburi et dans la partie sud de la sous-préfecture de Kamikawa, au sud-est de Sapporo, au Japon.

### Démographie
Au 31 mars 2015, la population du district de Yūfutsu était estimée à 23 374 habitants répartis sur une superficie totale de 1 924,5 km2 (densité de population de 12 hab./km2).

### Municipalités du district
- Sous-préfecture d'Iburi :
  - Abira
  - Atsuma
  - Mukawa
- Sous-préfecture de Kamikawa :
  - Shimukappu (village)